# Zavarovalnica Sava Portorož 2021
Zavarovalnica Sava Portorož 2021  byl tenisový turnaj pořádaný jako součást ženského okruhu WTA Tour, který se odehrával na otevřených dvorcích s tvrdým povrchem městského tenisového klubu. Obnovená událost probíhala 13. až 19. září 2021 ve slovinské Portoroži jako sedmý ročník. 
Turnaj s rozpočtem 189 708 eur patřil do kategorie WTA 250. Nejvýše nasazenou hráčkou ve dvouhře se stala třicátá druhá žena světa Petra Martićová z Chorvatska. Jako poslední přímá účastnice do singlu nastoupila 144. hráčka žebříčku, Ukrajinka Katarina Zavacká.
Premiérové turnajové vítězství na okruhu WTA Tour vybojovala 25letá Italka Jasmine Paoliniová. Ve čtyřhře triumfoval rusko-slovenský pár Anna Kalinská a Tereza Mihalíková, jehož členky odehrály na túře WTA první společný turnaj.

## Rozdělení bodů a finančních odměn

### Rozdělení bodů
| Soutěž  | vítězky | finalistky | semifinalistky | čtvrtfinalistky | 16 v kole | 32 v kole | Q  | Q2 | Q1 |   |
| ------- | ------- | ---------- | -------------- | --------------- | --------- | --------- | -- | -- | -- | - |
| dvouhra | 280     | 180        | 110            | 60              | 30        | 1         | 18 | 12 | 1  |   |
| čtyřhra | 280     | 180        | 110            | 60              | 1         | —         | —  | —  | —  | — |

### Finanční odměny
| Soutěž                                | vítězky  | finalistky | semifinalistky | čtvrtfinalistky | 16 v kole | 32 v kole | Q2      | Q1      |
| ------------------------------------- | -------- | ---------- | -------------- | --------------- | --------- | --------- | ------- | ------- |
| dvouhra                               | 23 548 € | 13 224 €   | 8 145 €        | 4 677 €         | 2 963 €   | 2 157 €   | 1 575 € | 1 024 € |
| čtyřhra                               | 8 306 €  | 4 838 €    | 3 064 €        | 1 854 €         | 1 412 €   | —         | —       | —       |
| částky ve čtyřhře jsou uváděny na pár |          |            |                |                 |           |           |         |         |

## Ženská dvouhra

### Nasazení
| Stát                          | Hráčka              | WTA | Nasazení |
| ----------------------------- | ------------------- | --- | -------- |
| Chorvatsko                    | Petra Martićová     | 32. | 1.       |
| Kazachstán                    | Julia Putincevová   | 33. | 2.       |
| USA                           | Alison Riskeová     | 35. | 3.       |
| Rumunsko                      | Sorana Cîrsteaová   | 39. | 4.       |
| Slovinsko                     | Tamara Zidanšeková  | 40. | 5.       |
| Ukrajina                      | Dajana Jastremská   | 51. | 6.       |
| Švédsko                       | Rebecca Petersonová | 54. | 7.       |
| Chorvatsko                    | Donna Vekićová      | 57. | 8.       |
| Žebříček WTA k 30. srpnu 2021 |                     |     |          |

### Jiné formy účasti
Následující hráčky obdržely divokou kartu do hlavní soutěže: 
- Živa Falknerová
- Pia Lovričová
- Nika Radišićová

Následující hráčky postoupily z kvalifikace:
- Katie Boulterová
- Lucia Bronzettiová
- Cristiana Ferrandová
- Aleksandra Krunićová
- Viktória Kužmová
- Tereza Mrdežová

### Odhlášení
před zahájením turnaje
- Paula Badosová → nahradila ji  Sara Erraniová
- Anna Blinkovová → nahradila ji  Jaqueline Cristianová
- Caroline Garciaová → nahradila ji  Kristína Kučová
- Polona Hercogová → nahradila ji  Kaja Juvanová
- Darja Kasatkinová → nahradila ji  Ana Konjuhová
- Elena-Gabriela Ruseová → nahradila ji  Anna Kalinská
- Sara Sorribesová Tormová → nahradila ji  Jasmine Paoliniová

## Ženská čtyřhra

### Nasazení
| Stát                                                                      | Hráčka               | Stát               | Hráčka                       | WTA  | Nasazení |
| ------------------------------------------------------------------------- | -------------------- | ------------------ | ---------------------------- | ---- | -------- |
| Slovinsko                                                                 | Andreja Klepačová    | Slovinsko          | Tamara Zidanšeková           | 101. | 1.       |
| Srbsko                                                                    | Aleksandra Krunićová | Nizozemsko         | Lesley Pattinama Kerkhoveová | 144. | 2.       |
| Kazachstán                                                                | Anna Danilinová      | Maďarsko           | Fanny Stollárová             | 198. | 3.       |
| Polsko                                                                    | Katarzyna Piterová   | Spojené království | Heather Watsonová            | 231. | 4.       |
| Žebříček WTA k 30. srpnu 2021; číslo je součtem umístění obou členek páru |                      |                    |                              |      |          |

### Jiné formy účasti
Následující páry obdržely divokou kartu do hlavní soutěže:
- Tina Cvetkovičová /  Ela Nala Milićová
- Živa Falknerová /  Pia Lovričová

### Odhlášení
před zahájením turnaje
- Mihaela Buzărnescuová /  Katarzyna Piterová → nahradily je  Katarzyna Piterová /  Heather Watsonová
- Harriet Dartová /  Renata Voráčová → nahradily je  Danka Kovinićová /  Renata Voráčová
- Katarzyna Kawaová /  Tereza Mihalíková → nahradily je  Anna Kalinská /  Tereza Mihalíková
- Monica Niculescuová /  Elena-Gabriela Ruseová → nahradily je  Rutuja Bhosaleová /  Emily Webleyová-Smithová

## Přehled finále

### Ženská dvouhra
- Jasmine Paoliniová vs.  Alison Riskeová, 7–6(7–4), 6–2

### Ženská čtyřhra
- Anna Kalinská /  Tereza Mihalíková vs.  Aleksandra Krunićová /  Lesley Pattinama Kerkhoveová, 4–6, 6–2, [12–10]